# Vojnić Sinjski
Vojnić Sinjski – wieś w Chorwacji, w żupanii splicko-dalmatyńskiej, w mieście Trilj. W 2011 roku liczyła 577 mieszkańców.